# Actinodaphne tadulingami
Actinodaphne tadulingami är en lagerväxtart som beskrevs av James Sykes Gamble. Actinodaphne tadulingami ingår i släktet Actinodaphne och familjen lagerväxter. Inga underarter finns listade i Catalogue of Life.